# Якшамо Атя
Якшамо Атя (эрз. - Якшамо Атя, перевод - холодный дед, холодный дедушка, также встречаются версии, как Якшам Атя) - эрзянский волшебный персонаж и также эрзянский Дед Мороз. Произошел от двух слов эрзянского языка (якшамо - холод, атя - дед).
Резиденция Якшамо Атя расположена в селе Кивать Ульяновской области. Встреча гостей и проведение праздничных мероприятий происходят именно там. Якшамо Атя изображается в облике седовласого старца, одетого в традиционную одежду с мордовским национальным орнаментом. Его внучка носит имя Ловонь-Стирня.
Якшамо Атя является единственным  в России аналогом Деда Мороза, который проживает вне Республики Мордовия.

## Этимология
Название эрзянского Деда Мороза — Якшамо Атя — состоит из двух слов:
- Якшамо — значит «холод» на эрзянском языке.  
- Атя — переводится как «дедушка» или «дед».
Таким образом, имя Якшамо Атя можно перевести как «Холодный Дед», что отражает его роль в традиционной культуре мордовского народа.